# William (stripalbum)
William is het zevende stripalbum uit de reeks De torens van Schemerwoude. Het zevende deel verscheen bij uitgeverij Arboris in 1991. Het album is geschreven en getekend door Hermann Huppen.

## Inhoud
In dit deel reist Aymar met Olivier af naar het Heilige Land. William de zoon van de kasteelheer in Landri is mee op kruistocht. Ze sluiten zich aan bij een groep pelgrims als beschermers die barrevoets over land eveneens op weg zijn naar het Heilige Land. Aymar en Olivier raken gescheiden van de pelgrims en William door ziekte van Aymar. Later treffen ze een groep achterblijvers waarmee ze verder trekken. Eenmaal in Hongarije worden ze geconfronteerd met vreemde gebeurtenissen. 